# Dorinel Popa
 Dorinel Popa  (sinh ngày 29 tháng 11 năm 1988 ở Focşani, România) là một cầu thủ bóng đá người România thi đấu cho CSM Focșani.